# Le Mesnil-Jourdain
Le Mesnil-Jourdain ist eine französische Gemeinde mit 238 Einwohnern (Stand: 1. Januar 2022) im Département Eure in der Region Normandie; sie gehört zum Arrondissement Les Andelys und zum Kanton Pont-de-l’Arche. Die Einwohner werden Mesnil-Jourdanais genannt.

## Geographie
Le Mesnil-Jourdain liegt etwa 29 Kilometer südlich von Rouen. Umgeben wird Le Mesnil-Jourdain von den Nachbargemeinden Surville im Nordwesten und Norden, La Haye-le-Comte im Norden, Louviers im Nordosten und Norden, Pinterville im Nordosten und Osten, Acquigny im Osten und Südosten, Amfreville-sur-Iton im Südosten und Süden, Canappeville im Süden und Südwesten sowie Quatremare im Westen.

## Bevölkerungsentwicklung
| Jahr                       | 1962 | 1968 | 1975 | 1982 | 1990 | 1999 | 2006 | 2019 |
| Einwohner                  | 123  | 171  | 139  | 213  | 271  | 252  | 243  | 236  |
| Quellen: Cassini und INSEE |      |      |      |      |      |      |      |      |

## Sehenswürdigkeiten
- Kirche Notre-Dame aus dem 14. Jahrhundert, Umbauten aus dem 17. Jahrhundert, seit 1961 Monument historique
- Herrenhaus und Gutshof Hellenvilliers aus dem 15./16. Jahrhundert, seit 1961 Monument historique
- Schloss La Croix-Richard aus dem 19. Jahrhundert
- Priorei Sainte-Barbe

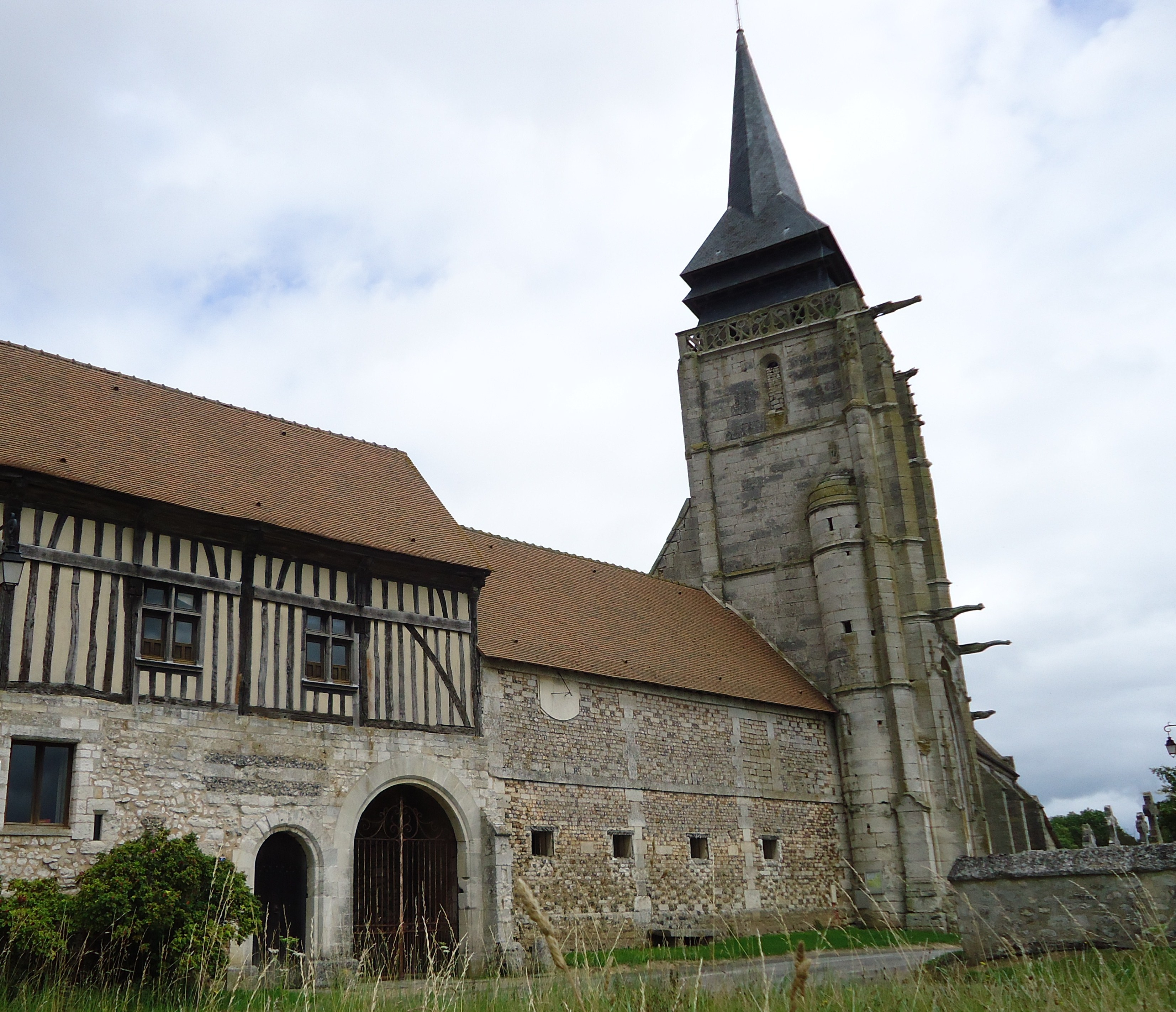
Kirche Notre-Dame
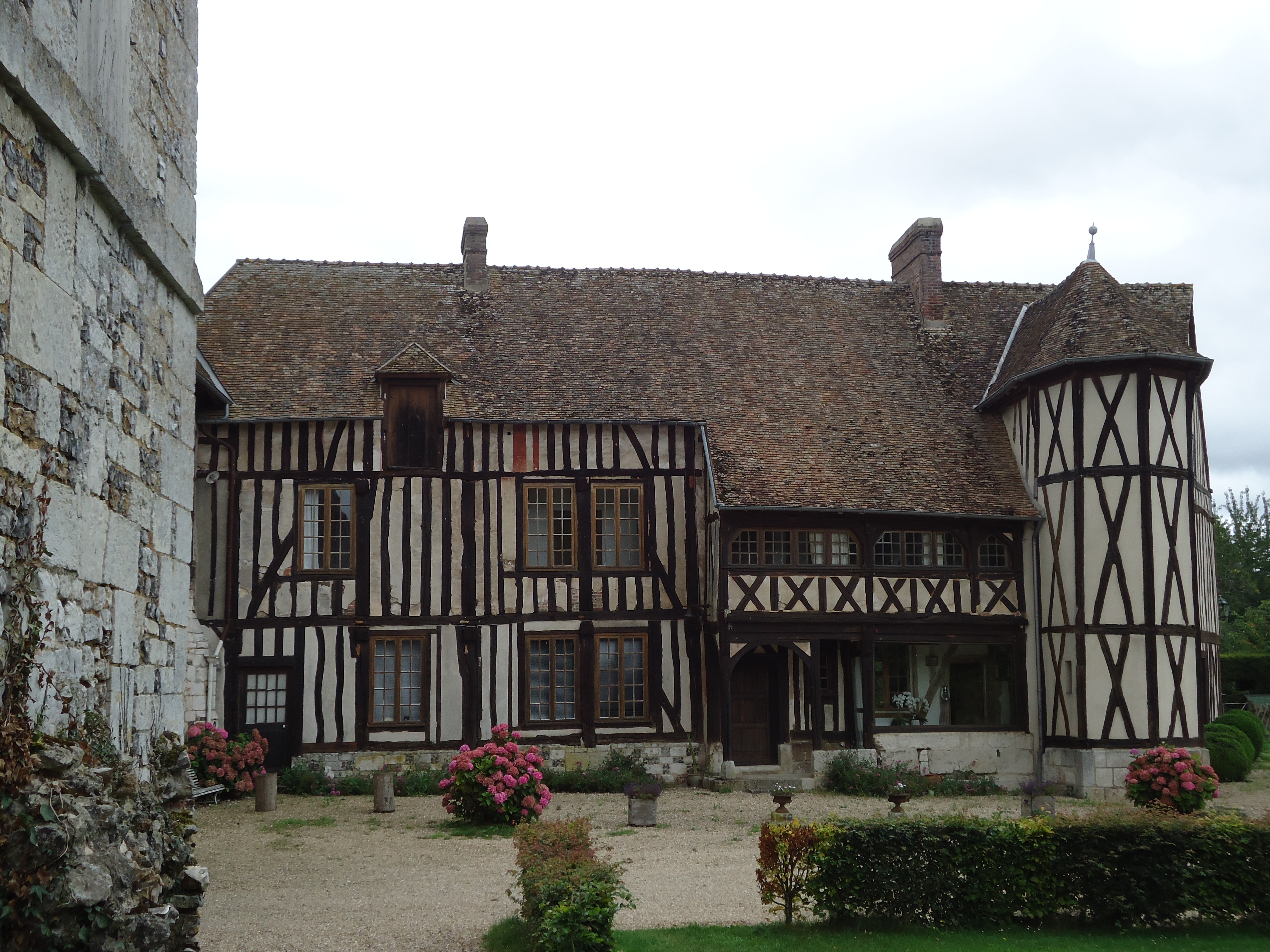
Herrenhaus und Gutshof Hellenvilliers